# L'albero degli spaghetti
L'albero degli spaghetti, chiamato anche La raccolta degli spaghetti svizzeri (in lingua inglese: The Swiss Spaghetti Harvest), è un falso documentario messo in onda dalla BBC il 1º aprile 1957 durante il programma televisivo d'attualità Panorama.
Nel filmato di circa tre minuti, realizzato come pesce d'aprile, venivano mostrate le immagini di una gioiosa famiglia svizzera intenta nella raccolta degli spaghetti cresciuti sull'omonimo albero del proprio giardino di casa.
All'epoca gli spaghetti erano considerati un cibo esotico e poco conosciuto nel Regno Unito, tanto che molti britannici non erano a conoscenza che gli spaghetti fossero realizzati impastando farina e acqua. Per tale motivo, dopo la messa in onda del programma, molti telespettatori contattarono la BBC per avere consigli su come coltivare il proprio albero degli spaghetti.
Decenni dopo la CNN ha definito il falso documentario "il più grande scherzo che un organo d'informazione rispettabile abbia mai pensato".

## Trama
Una voce narrante spiega che la primavera ha colto tutti di sorpresa, non solo nel Regno Unito: nel Canton Ticino, al confine della Svizzera con l'Italia, le pendici dei monti che dominano il lago di Lugano sono fiorite almeno due settimane prima del solito. Mentre si osserva l'arrivo precoce e gradito delle api e della fioritura, il giornalista afferma che l'inverno passato è stato uno dei più caldi che si possano ricordare e ciò ha portato ad alcune conseguenze: quella più importante è che c'è stata un'eccezionale raccolta di spaghetti.
Il reportage della BBC mostra allora una gioiosa famiglia del Canton Ticino, nella Svizzera meridionale, intenta a raccogliere da un albero del giardino di casa un'abbondante produzione di lunghi spaghetti, dopo un inverno mite che ha fatto scomparire i coleotteri parassiti degli alberi degli spaghetti. Le donne colgono con attenzione i fili degli spaghetti, riponendoli nel cestino e poi stendendoli su una coperta adagiata sul prato per farli asciugare all'aria delle Alpi.
La voce narrante spiega che alla fine di marzo di ogni anno i coltivatori di spaghetti sono in ansia, perché le forti gelate potrebbero compromettere il sapore del prodotto. La coltivazione degli spaghetti in Svizzera avviene in ambito familiare e non è così imponente come quella in Italia: il giornalista spiega infatti che nella pianura padana crescono enormi piantagioni di alberi degli spaghetti, di cui gli spettatori potrebbero aver visto qualche fotografia. Il narratore afferma che molte persone si stupiscono del fatto che gli spaghetti crescano tutti della stessa lunghezza, ma questo sarebbe il risultato di anni di duro lavoro da parte di generazioni di coltivatori che avrebbero ibridato l'albero degli spaghetti fino ad ottenere il prodotto della giusta lunghezza. Il filmato mostra la raccolta e, al suo termine, una donna che scende in paese per consegnare gli spaghetti raccolti al ristorante Taddei, dove lo chef prepara un abbondante vassoio di spaghetti fumanti. I clienti del ristorante mangiano con gusto gli ottimi spaghetti e brindano soddisfatti sulla terrazza soleggiata del locale. Lo scherzo si conclude con la frase:

## Produzione
Lo scherzo venne in mente a Charles De Jaeger, cineoperatore austriaco della trasmissione Panorama, ricordandosi che quando frequentava la scuola in Austria il maestro accusava i suoi compagni di classe di essere così stupidi che, se avesse detto loro che gli spaghetti crescevano sugli alberi, loro ci avrebbero creduto.
L'editore di Panorama, Michael Peacock, raccontò nel 2014 alla BBC che consegnò a De Jaeger un budget di 100 sterline, con cui si recò in Svizzera nel marzo 1957. Le condizioni meteorologiche erano problematiche a causa della nebbia e del freddo, oltre al fatto che gli alberi non erano in fiore. Ad ogni modo, grazie ad un rappresentante dell'Ufficio del Turismo Svizzero, De Jaeger riuscì a trovare un albergo circondato da allori sempreverdi a Castagnola, sul lago di Lugano.
De Jaeger acquistò dieci chili di spaghetti lessi per appenderli ai rami degli allori al fine di creare i famosi "alberi degli spaghetti"; tuttavia in poco tempo gli spaghetti si incollarono e non poterono essere appesi. Il regista allora cercò di appenderli subito dopo la cottura, ma anche in questo caso la pasta si rivelò scivolosa e quindi inservibile allo scopo. Alla fine, il funzionario dell'ufficio turistico svizzero escogitò di sistemare gli spaghetti crudi in un panno umido, al fine di ammorbidirli e renderli perfetti per le riprese. De Jaeger arruolò anche alcune ragazze del posto, a cui fece indossare i vestiti tipici della zona. Dopo aver organizzato la "raccolta", De Jaeger organizzò una vera spaghettata per i suoi attori, filmando l'evento conviviale.
Ritornato a Londra, il filmato fu ritoccato in alcuni punti; alcune scene vennero rigirate nel pastificio di London Road, oggi chiuso, a St Albans nello Hertfordshire e vennero aggiunte di sottofondo le canzoni A Neapolitan Love Song di Walter Stott e Spring in Ravenna di Hans May per rendere meglio l'atmosfera italica. Lo scherzo fu reso ancora più credibile dalla voce fuori campo del noto presentatore Richard Dimbleby, che lesse il testo preparato da David Wheeler. Peacock riferì che Dimbleby era conscio di essere stato scelto per la sua autorevolezza necessaria a rendere credibile lo scherzo: l'idea gli piacque talmente che si impegnò con molto realismo.

## Risposta del pubblico

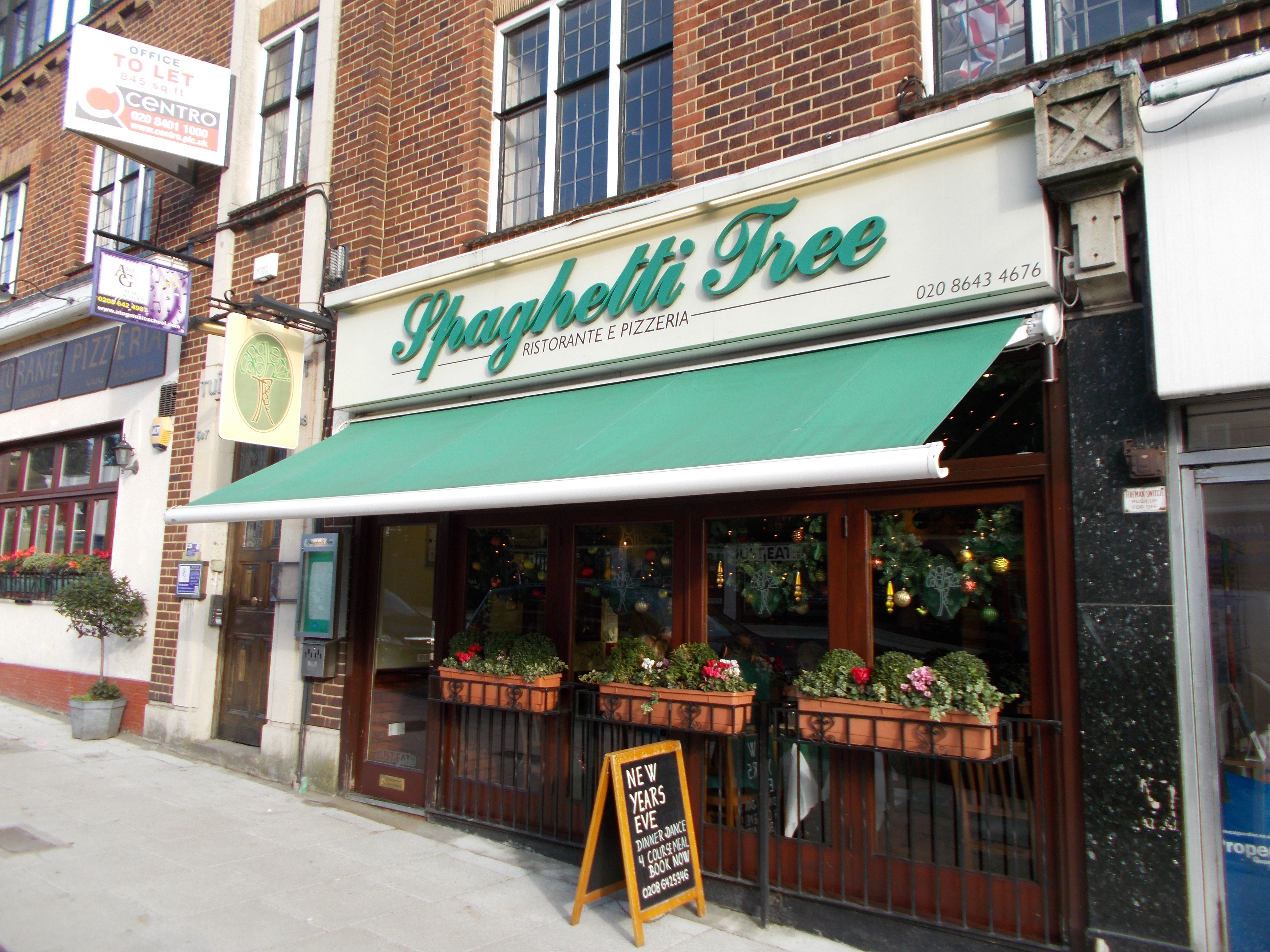
Un ristorante italiano di Londra ispirato allo scherzo

All'epoca vi erano nel Regno Unito circa sette milioni di televisori su 15,8 milioni di case (circa il 44%). La pasta non era un cibo usuale negli anni 1950 nel Regno Unito, dove era venduta in scatola pronta da mangiare, già cotta e condita con salsa di pomodoro, ed era considerata da molti come una specialità gastronomica "esotica".
Alla morte di De Jaeger nel 2000, l'ex direttore generale della BBC, Ian Jacob, raccontò a Leonard Miall (a capo del dipartimento televisivo della BBC) che, quando vide la trasmissione, disse alla propria moglie di non credere proprio che gli spaghetti potessero crescere sugli alberi. Ad ogni modo, controllò anche sulla propria Encyclopædia Britannica, ma il problema era che l'enciclopedia non menzionava affatto gli spaghetti, da nessuna parte.
Si stima che circa otto milioni di persone abbiano guardato il programma il 1º aprile 1957, e centinaia di telespettatori telefonarono il giorno dopo alla BBC per verificare l'autenticità della storia o per chiedere maggiori informazioni su come avrebbero potuto loro stessi coltivare l'albero degli spaghetti nel proprio giardino. I centralinisti della BBC risposero con il solito humor britannico:

## Rifacimenti

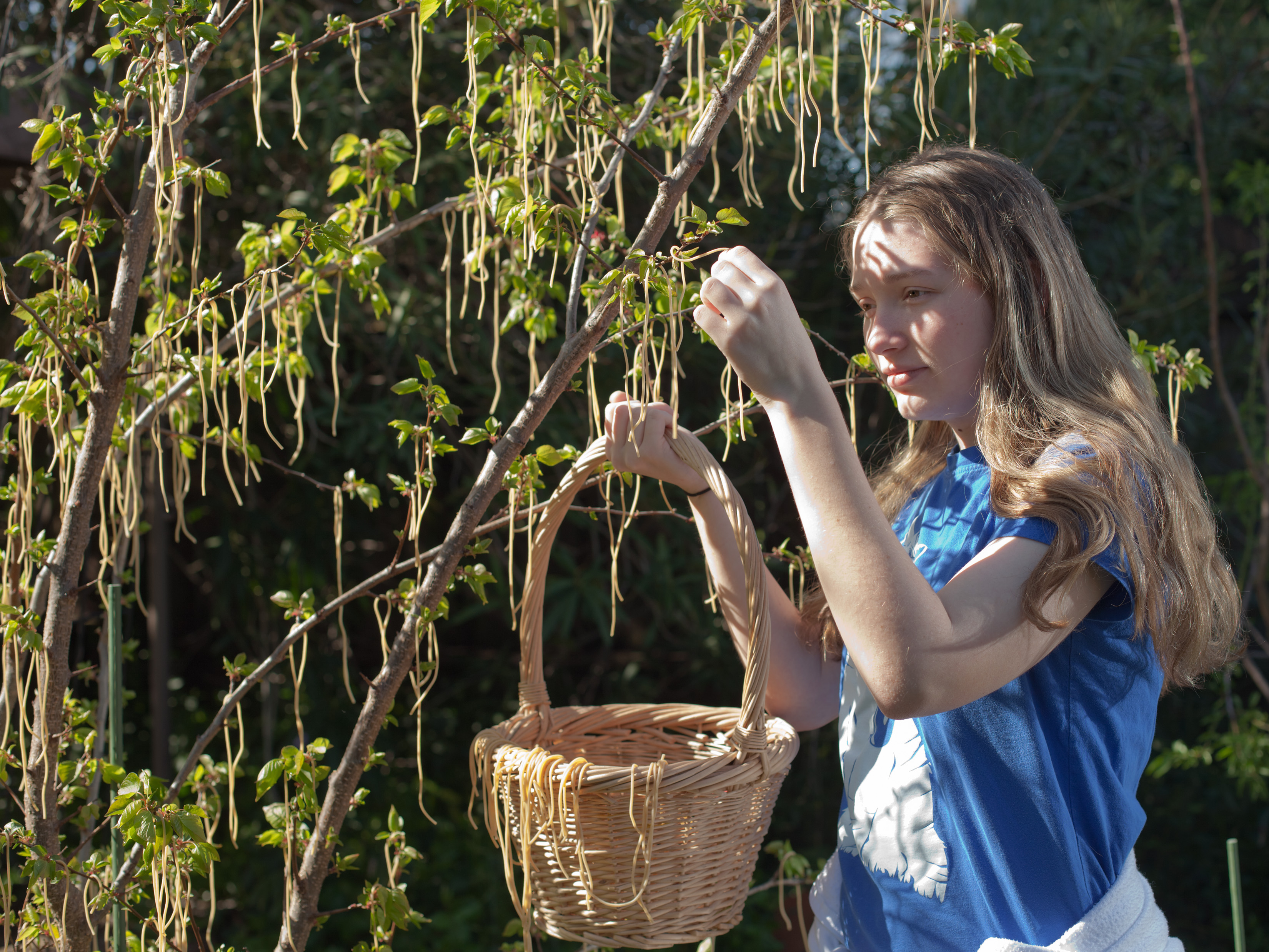
Una replica dell'albero degli spaghetti

Il 1º aprile 1967, l'emittente televisiva HSV-7 di Melbourne mise in onda il primo pesce d'aprile televisivo in Australia: il giornalista Dan Webb (1924-2017) raccontava in un servizio la storia di un gruppo di agricoltori siciliani che erano emigrati da Palermo in Australia nella speranza di sviluppare l'industria agroalimentare degli spaghetti. Il giornalista spiegava che tutto era andato bene fino a quando quell'anno, per la prima volta, il loro raccolto era stato rovinato dal temuto Troglodytes pasta, ovvero il "verme degli spaghetti" (spag-worm). Il governo dell'Australia aveva a cuore la coltivazione degli spaghetti nella regione dei Grampians di Victoria ed era preoccupato per il diffondersi dell'epidemia del verme degli spaghetti, una creatura che stava mangiando gli spaghetti acerbi dal loro interno.
(Dan Webb)
John Maher, presidente di HSV-7, obbligò Dan Webb e i suoi collaboratori a rispondere personalmente alle migliaia di lettere ricevute dagli spettatori.
Nel 1978, il pastificio statunitense San Giorgio realizzò una pubblicità nella sua "fattoria" in cui "nessuno coltiva meglio gli spaghetti".
Nel 2013, Martha Stewart presentò nella sua trasmissione culinaria gli apprezzati alberi di spaghetti (Pappa officinalis).